# محمدعلی دیباج
محمدعلی دیباج گویندهٔ دوبلاژ ایرانی و عضو انجمن گویندگان و سرپرستان گفتار فیلم است. وی متولد ۱۹ بهمن ماه ۱۳۱۷ در شهرستان رودسر استان گیلان است. وی که از دوران کودکی و نوجوانی به هنر علاقه‌مند بوده است، فعالیت خود را با بازی در یک نمایش در دوران مدرسه در کنار حسین معمارزاده و هوشنگ خباز حسینی، آغاز کرده است و فعالیت حرفه ای خود در عرصهٔ دوبله را از سال ۱۳۴۱ آغاز کرده است و ۸ سال حضور در هیئت مدیرهٔ انجمن گویندگان و سرپرستان گفتار فیلم را در کارنامهٔ هنری خویش به ثبت رسانده است.

## فعالیت حرفه ای
دیباج، که در سال های مدرسه، با تحصیل در مقطع دبیرستان در مدرسۀ حکیم نظامی تهران، فعالیت تئاتر را از محافل دانش آموزی آغاز کرده بود و در حین دیدن فیلم های سینمایی که در مدرسه پخش می شد، شیفتۀ صدای گویندۀ تیزرها و آنونس های آن شده بود، خود را علاقه مند به دوبله می بیند و تلاش می کند که وارد این حرفه شود. محمدعلی دیباج در سال ۱۳۴۱ با معرفی و سفارش یکی از کارگردان های بنام تئاتر آن دوران به نام مهدی رئیس‌فیروز برای تست گویندگی، نزد هوشنگ کاظمی ، از مدیران دوبلاژ آن زمان حضور می یابد و صدا و اجرای او با خوانش شعر عقاب اثر پرویز ناتل خانلری و قطعه ای نثر از دیباچه گلستان سعدی مورد ارزیابی قرار می گیرد. کاظمی با این پیش شرط که دیباج تا شش ماه می بایست به صورت کارآموز دوبله و بدون دستمزد نزد او کار کند، او را به عنوان یک گوینده می پذیرد و دیباج پس از گذشت دو ماه گویندگی در رل های کوچک، در مجموعه های تحت مدیریت هوشنگ کاظمی، موفق می شود تا به گویندگی در رل های شاخص و نقش های اصلی فیلم راه پیدا کند.

## نقطه نظرات تخصصی در حوزۀ دوبلاژ
محمدعلی دیباج معتقد است: 
«دوران طلایی دوبله مرهون دوران طلایی فیلم‌ها بود، چرا که كيفيت دوبله به كيفيت فیلم بستگی دارد، اما در حال حاضر فیلم‌های برجسته معدودی دوبله می‌شود که البته مدیران دوبلاژ به خوبی این گونه آثار را دوبله مي‌كنند.» 
«آن‌هایی را که می‌گویند ما فقط حرف می‌زنیم، دوبلور نمی‌دانم. از نظر من دوبله یک تئاتر نشسته است. درست است که ما جلوی میکروفن هستیم و از جای خودمان بلند نمی‌شویم ولی مجبور هستیم حس و حال بازیگر را با صدای فارسی به صحنه برگردانیم. دوبله مثل روزنامه خواندن نیست. دوبلور باید بتواند وارد شخصیت و قالب صدای هر نوع کاراکتری بشود.» 
«زمانی باید منتظر نضج و بهبود کار دوبلاژ بود که فیلم های مناسبش وارد بشود. الان با سینمای هالیوود بی ارتباط هستیم و ارتباط ما با سینماهای مهم دنیا قطع است و سریال هایی که از کشورهایی مانند کره وارد می کنیم، در سطحی نیستند که بتوان گفت به آن صورت خاص، دارای ارزش هنری هستند. آثاری که در حال حاضر در ایران به صنعت دوبله وارد می شود، جایی برای ابراز احساس گوینده باقی نمی گذارد و تجربه نشان داده است، آن جایی که فیلم ارزش داشته است، ما به عنوان دوبلور، هرگز کوتاه نیامده ایم و حق مطلب را آن گونه که باید، شایسته ادا کرده ایم.» 
«به نظرم با ممیزی کردن فیلم‌ها، حق بیننده ضایع می‌شود. ما سعی می‌کنیم همان چیزی که جلوی‌مان می‌گذارند را با حس بازیگر تطبیق بدهیم و بگوییم. حالا اگر فیلم ممیزی می‌شود تقصیر منِ دوبلور نیست.» 

## تقدیر در دوازدهمین جشنواره تئاتر استان تهران
در آئین اختتامیهٔ دوازدهمین جشنواره تئاتر استان تهران که با حضور وزیر فرهنگ و ارشاد اسلامی وقت در سالن همایش های پردیس ابوریحان دانشگاه تهران در پاکدشت برگزار شد، از شش دهه تلاش محمدعلی دیباج، هنرمند پیشکسوت عرصه دوبلاژ کشور تقدیر به عمل آمد. در این آئین، ناصر نظامی ، علی‌همت مومی‌وند و شهراد بانکی ، از گویندگان با سابقهٔ دوبلاژ نیز حضور داشتند. 

## فیلم سینمائی

### خارجی
- ام ۱۹۳۱
- بربادرفته ۱۹۳۹
- نیکلاس نیکلبی ۱۹۴۷
- وحشت در خیابان‌ها ۱۹۵۰
- تک‌خال در حفره ۱۹۵۱
- دختر رودخانه ۱۹۵۴
- در بارانداز ۱۹۵۴
- زندگی پر ماجرا ۱۹۵۶
- دوازده مرد خشمگین ۱۹۵۷
- خوب، بد، زشت ۱۹۶۶
- وحشی سواران ۱۹۶۸
- پدرخوانده ۱۹۷۲
- عقرب ۱۹۷۳
- پدرخوانده ۱۹۷۴
- شبکه ۱۹۷۶
- محمد رسول‌الله ۱۹۷۶
- اصل دومینو ۱۹۷۷
- ...و عدالت برای همه ۱۹۷۹
- بروبیکر ۱۹۸۰
- دل‌های شکسته ۱۹۸۶
- درخشش ۱۹۸۰
- صورت‌زخمی ۱۹۸۳
- پرواز به میامی ۱۹۸۳
- انجمن شاعران مرده ۱۹۸۹
- پدرخوانده ۱۹۹۰
- تنها در خانه ۱۹۹۰
- مالکوم ایکس ۱۹۹۲
- رستگاری در شاوشنک ۱۹۹۴
- فارست گامپ ۱۹۹۴
- جدا شدن ۱۹۹۷
- حقیقت پنهان ۱۹۹۷
- ویولن قرمز ۱۹۹۸
- گلادیاتور ۲۰۰۰
- سرقت در ۶۰ ثانیه ۲۰۰۰
- مردی در قطار ۲۰۰۲
- باغبان ۲۰۰۳
- عجیب‌تر از داستان ۲۰۰۶
- سخنرانی پادشاه ۲۰۱۱
- سرزمین موعود ۲۰۱۲
- ۲ اسلحه ۲۰۱۳
- دزدان دریایی ۲۰۱۴
- پل جاسوس‌ها ۲۰۱۵
- مارک فلت: مردی که کاخ سفید را به خاک سیاه نشاند ۲۰۱۷
- شهر دروغ‌ها ۲۰۱۸
- جاذبه ۲۰۱۷
- دکتر اسلیپ ۲۰۱۹
- جوکر ۲۰۱۹
- میراث خون سرد ۲۰۱۹
- پروفسور و مرد دیوانه ۲۰۱۹
- خائن ۲۰۱۹
- روزی روزگاری در هالیوود ۲۰۱۹
- مرد ایرلندی ۲۰۱۹
- دادگاه شیکاگو هفت ۲۰۲۰
- اسپنسر ۲۰۲۱
- تلماسه
- سرزمین خانه‌به‌دوش‌ها ۲۰۲۱
- صاعقه سیاه ۲۰۲۲

### ایرانی
- ناخدا خورشید ۱۳۶۵
- دبیرستان ۱۳۶۵
- خواستگاری ۱۳۶۸
- دو سرنوشت ۱۳۶۸
- شاهزاده روم ۱۳۹۳

## خارجی
- بچه‌های مدرسه والت
- گاتهام
- خانه کاغذی
- پزشک دهکده
- هایدی، دختر آلپ
- گربه‌های فضایی
- دووم پاترول
- سوئینی
- جنگجویان کوهستان
- مدیر کل
- امپراتور دریا
- موش کوهستان
- خانواده امروزی
- زنان کوچک
- پادشاهی گمشده دزدان دریایی
- یلواستون
- امپراتور افسانه ها

## ایرانی
- داستان‌های مولوی
- مردان آنجلس
- امام علی (ع)
- مدار صفر درجه

- سربازان اعدام
- پنج تا پنج

1. ↑  «گفتگوی هنرمند با محمدعلی دیباج». دریافت‌شده در ۲۰۲۰-۰۴-۲۹.[پیوند مرده]
2. ↑  «گفتگوی ایسنا با محمدعلی دیباج». دریافت‌شده در ۲۰۲۰-۰۴-۲۹.
3. ↑  آنلاین «گفتگوی هنرآنلاین با محمدعلی دیباج» مقدار |نشانی= را بررسی کنید (کمک). دریافت‌شده در ۲۰۲۰-۰۴-۲۹.
4. ↑  «گفتگوی تیوال با محمدعلی دیباج». دریافت‌شده در ۲۰۲۰-۰۴-۲۹.[پیوند مرده]
5. ↑  آنلاین «گفتگوی هنرآنلاین با محمدعلی دیباج» مقدار |نشانی= را بررسی کنید (کمک). دریافت‌شده در ۲۰۲۰-۰۴-۲۹.
6. ↑  «تقدیر از استاد محمدعلی دیباج در آئین اختتامیه دوازدهمین جشنواره تئاتر پاکدشت ویژه استان تهران». دریافت‌شده در ۲۰۲۰-۰۴-۲۹.
7. ↑  «محمدعلی دیباج تجلیل شد». دریافت‌شده در ۲۰۲۰-۰۴-۲۹.